# 北京大学前沿交叉学科研究院
前沿交叉学科研究院（英文Academy for Advanced Interdisciplinary Studies，缩写AAIS）成立于2006年4月4日，是北京大学的交叉学科研究机构。首任院长为韩启德院士。现任院长为韩启德院士，执行院长为“千人计划”学者汤超教授，常务副院长为方竞教授，副院长包括欧阳颀院士和张幼怡（页面存档备份，存于）教授。研究院的研究领域涵盖了数学、物理、化学、生物、医学、材料、电子、信息、环境等诸多学科，师资队伍由来自校内不同院系的学者组成，开展交叉学科的研究与人才培养工作。研究院的学生以学术型博士研究生为主，现有在校生200余人。

## 发展宗旨
虚实结合，摒弃浮躁，完善制度，项目带动，兼容并包，外向开放

## 主要任务
组织跨学科的学术交流
开展多学科的科学研究
培养交叉学科的优秀人才

## 组织机构

### 北京大学-清华大学生命科学联合中心（CLS）
北京大学生命科学联合中心 （页面存档备份，存于）
生命科学联合中心（页面存档备份，存于）

### 定量生物学中心（原理论生物学中心）
北京大学定量生物学中心（页面存档备份，存于）

### 生物医用材料与组织工程研究中心
北京大学生物医用材料与组织工程研究中心

### 科学史与科学哲学研究中心
北京大学科学史与科学哲学研究中心

### 大数据科学研究中心
北京大学大数据科学研究中心（页面存档备份，存于）